# Piano di pace Elon
Il piano di pace Elon costituisce una serie di progetti proposti per risolvere il conflitto israelo-palestinese, aventi in comune la volontà di coinvolgere la Giordania come destinazione dei palestinesi e la sovranità israeliana sui territori palestinesi. Venne proposto nel 2002 dal rabbino israeliano Binyamin Elon, mentre una prima versione venne avanzata da Yigal Allon. Il piano non riscosse nessun consenso nel mondo arabo e nella comunità internazionale.

## Il piano di pace Elon nei dettagli

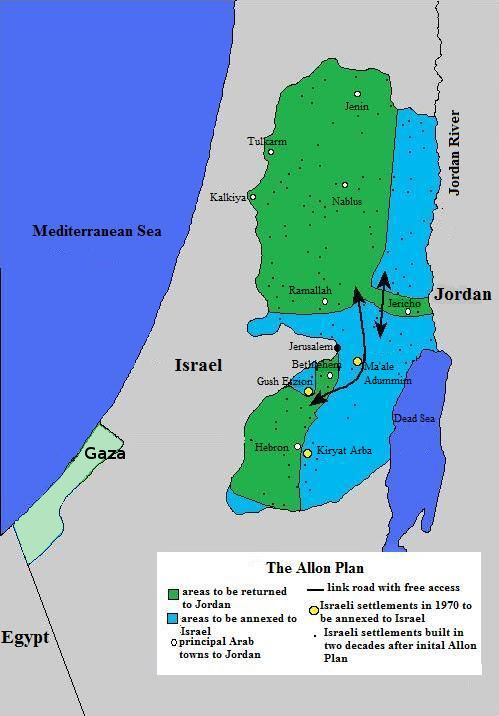
Opzione giordana: il piano nella formulazione di Allon

Il piano ripreso da Elon venne proposto la prima volta nel 1977 ed è popolare in patria in quanto consentirebbe a Israele di espandersi fino al fiume Giordano e riconoscerebbe la Giordania come stato palestinese, onde costituire i due stati sulle opposte rive del fiume. Il presupposto di questo piano sta nel fatto che gran parte dei giordani ha origini palestinesi, inclusa la regina Rania di Giordania. I palestinesi residenti nella striscia di Gaza e in Cisgiordania diverrebbero cittadini giordani e sarebbero spinti a trasferirsi al di fuori della Palestina.
Elon propose il trasferimento dei palestinesi paragonandolo all'esodo ebraico dai paesi arabi avvenuto nel XX secolo. Il piano propone anche la cessione di parte della Cisgiordania e di sovvenzioni economiche alla Giordania. La striscia di Gaza potrebbe divenire stato indipendente o ceduta all'Egitto. La Transgiordania è inoltre tradizionalmente considerata parte della Palestina storica.
Il piano causò severa opposizione e fu pressoché universalmente condannato da molte nazioni, rifiutato anche dalla Giordania stessa e considerato un progetto di pulizia etnica. L'unico sostegno esplicito arrivò dal politico olandese Geert Wilders,che propose anche alla Giordania di cambiare nome da "Regno Hashemita di Giordania" a "Regno Hashemita di Palestina". Il piano è sostenuto da molti sionisti di destra e venne anche riproposto da Benjamin Netanyahu e da Avigdor Lieberman come alternativa allo scambio di territori.
Nel settembre 2004 sondaggi condotti dal Jaffee Center for Strategic Studies riportarono che il 46% degli israeliani intervistati erano favorevoli a questa soluzione e che il 60% avrebbe incoraggiato anche gli arabi israeliani a lasciare il paese attraverso aiuti economici. Il 16 luglio 2008, una commissione bi-partisan della Knesset propose di adottare l'iniziativa, inclusa l'ala destra di Yossi Beilin che chiese all'Unione europea di ospitare i rifugiati palestinesi come parte del processo di una loro sistemazione.